# Liste der Biografien/Martin, G
Liste der Biografien |
Portal Biografien |
G Personensuche
# |
A |
B |
C |
D |
E |
F |
G |
H |
I |
J |
K |
L |
M |
N |
O |
P |
Q |
R |
S |
T |
U |
V |
W |
X |
Y |
Z |
?
 
Ma |
Mb |
Mc |
Md |
Me |
Mf |
Mg |
Mh |
Mi |
Mj |
Mk |
Ml |
Mm |
Mn |
Mo |
Mp |
Mq |
Mr |
Ms |
Mt |
Mu |
Mv |
Mw |
Mx |
My |
Mz
 
Maa |
Mab |
Mac |
Mad |
Mae |
Maf |
Mag |
Mah |
Mai |
Maj |
Mak |
Mal |
Mam |
Man |
Mao |
Map |
Maq |
Mar |
Mas |
Mat |
Mau |
Mav |
Maw |
Max |
May |
Maz
 
Mara |
Marb |
Marc |
Mard |
Mare |
Marf |
Marg |
Marh |
Mari |
Marj |
Mark |
Marl |
Marm |
Marn |
Maro |
Marp |
Marq |
Marr |
Mars |
Mart |
Maru |
Marv |
Marw |
Marx |
Mary |
Marz
 
Marta |
Marte |
Marth |
Marti |
Martj |
Martl |
Martm |
Martn |
Marto |
Martr |
Marts |
Martt |
Martu |
Martw |
Marty |
Martz
 
Martia |
Martic |
Martie |
Martig |
Martik |
Martil |
Martim |
Martin |
Martir |
Martis |
Martit |
Martiu |
Martiv
 
Martin, A |
Martin, B |
Martin, C |
Martin, D |
Martin, E |
Martin, F |
Martin, G |
Martin, H |
Martin, I |
Martin, J |
Martin, K |
Martin, L |
Martin, M |
Martin, N |
Martin, O |
Martin, P |
Martin, Q |
Martin, R |
Martin, S |
Martin, T |
Martin, U |
Martin, V |
Martin, W |
Martin, Z |
Martina |
Martinb |
Martinc |
Martind |
Martine |
Marting |
Martinh |
Martini |
Martinj |
Martink |
Martino |
Martinp |
Martins |
Martinu |
Martiny |
Martinz
Die Liste der Biografien führt alle Personen auf, die in der deutschsprachigen Wikipedia einen Artikel haben. Dieses ist eine Teilliste mit 40 Einträgen von Personen, deren Namen mit den Buchstaben „Martin, G“ beginnt.

## Martin, G

### Martin, Ga
- Martín, Gabriel (* 1991), uruguayischer Fußballspieler
- Martín, Gabriel J. (* 1971), spanischer Psychologe, Schriftsteller und Schwulen- und Intersexaktivist
- Martin, Gael (* 1956), australische Kugelstoßerin und Diskuswerferin
- Martin, Gail R. (* 1944), US-amerikanische Embryologin und Entwicklungsbiologin
- Martin, Gail Z. (* 1962), US-amerikanische Fantasyautorin
- Martin, Gareth (* 1982), nordirischer Eishockeyspieler

### Martin, Ge
- Martin, Geoffrey Thorndike (1934–2022), britischer Ägyptologe
- Martin, Georg (1816–1881), deutscher Geometer und Politiker (DFP, NLP), MdR
- Martin, George (1926–2016), britischer Musiker und Musikproduzent
- Martin, George (1937–2021), spanischer Schauspieler und Makler
- Martin, George B. (1876–1945), US-amerikanischer Politiker (Demokratischen Partei)
- Martin, George R. R. (* 1948), US-amerikanischer SF- und Fantasy-SchriftstellerGeorge R. R. Martin (* 1948)

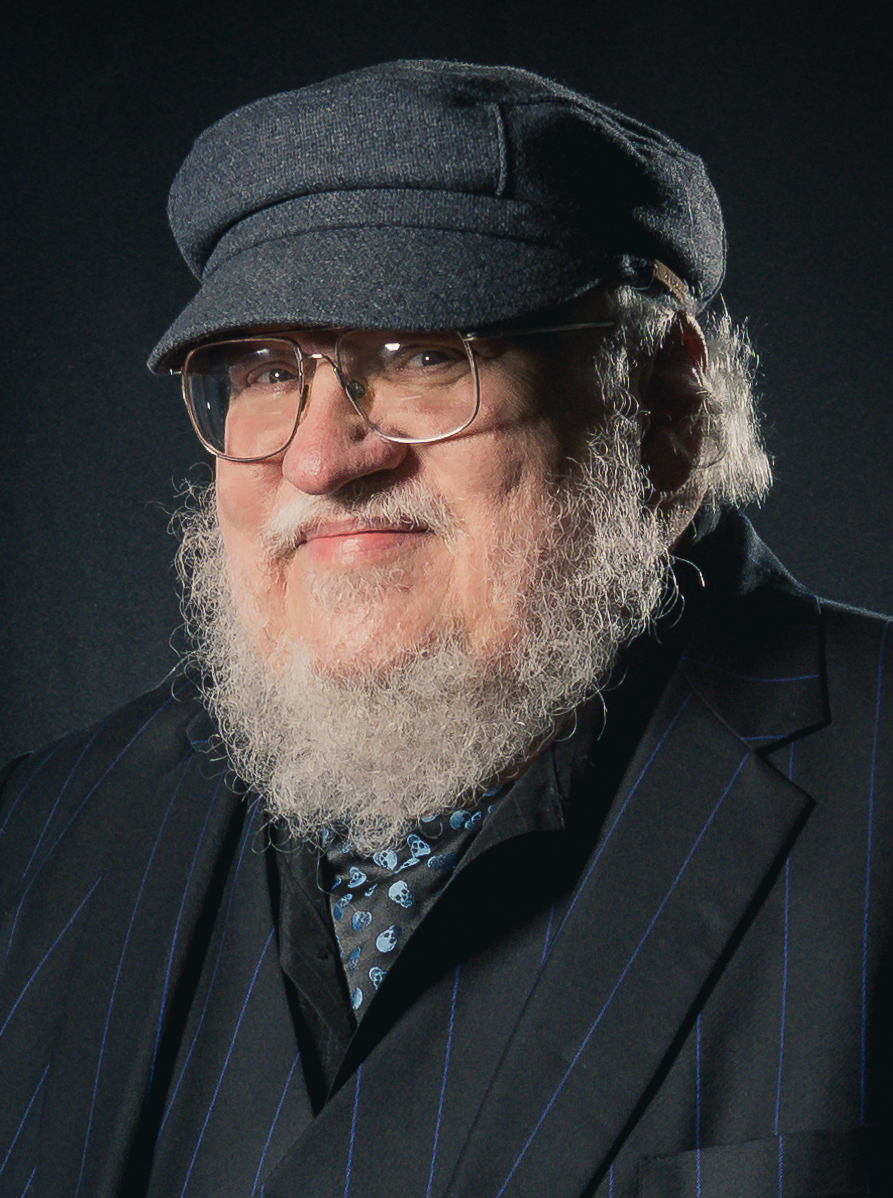
George R. R. Martin (* 1948)

- Martin, Georges (1844–1916), französischer Arzt und Politiker (Senator und Generalrat)
- Martin, Georges (1915–2010), französischer Radrennfahrer
- Martin, Georges (* 1940), französischer Physiker und Maschinenbauer
- Martin, Georges-Henri (1916–1992), Schweizer Journalist
- Martín, Gerard (* 2002), spanischer Fußballspieler
- Martin, Gerhard Marcel (* 1942), deutscher evangelischer Theologe
- Martin, Germaine (1892–1971), Schweizer Fotografin
- Martin, Gerry (1915–1980), US-amerikanischer Navy-Offizier und Funkamateur

### Martin, Gi
- Martin, Gianfranco (* 1970), italienischer Skirennläufer
- Martin, Gigi (* 1935), deutsche Schriftstellerin
- Martin, Gilberte (1910–1999), kanadische Pianistin und Musikpädagogin
- Martin, Giles (* 1969), britischer Musikproduzent, Komponist und Multiinstrumentalist
- Martin, Gillian, schottische Politikerin
- Martin, Gillian (* 1964), schottische Badmintonspielerin
- Martin, Giorgio (* 1960), rumänischer Opern- und Operettensänger (Tenor)

### Martin, Gl
- Martin, Glenn Luther (1886–1955), US-amerikanischer Geschäftsmann und Pilot

### Martin, Go
- Martin, Gottfried (1901–1972), deutscher Philosoph

### Martin, Gr
- Martin, Grady (1929–2001), US-amerikanischer Country- und Rockabilly-Gitarrist
- Martin, Graham (1912–1990), US-amerikanischer Diplomat und letzter US-Botschafter in Saigon
- Martin, Graham Patrick (* 1991), US-amerikanischer Schauspieler
- Martin, Grant (* 1962), kanadischer Eishockeyspieler
- Martin, Gregory Paul (* 1957), britischer Schauspieler
- Martin, Gregory S. (* 1948), US-amerikanischer Offizier, General der US Air Force

### Martin, Gu
- Martin, Guillaume (* 1993), französischer Radrennfahrer und PhilosophGuillaume Martin (* 1993)

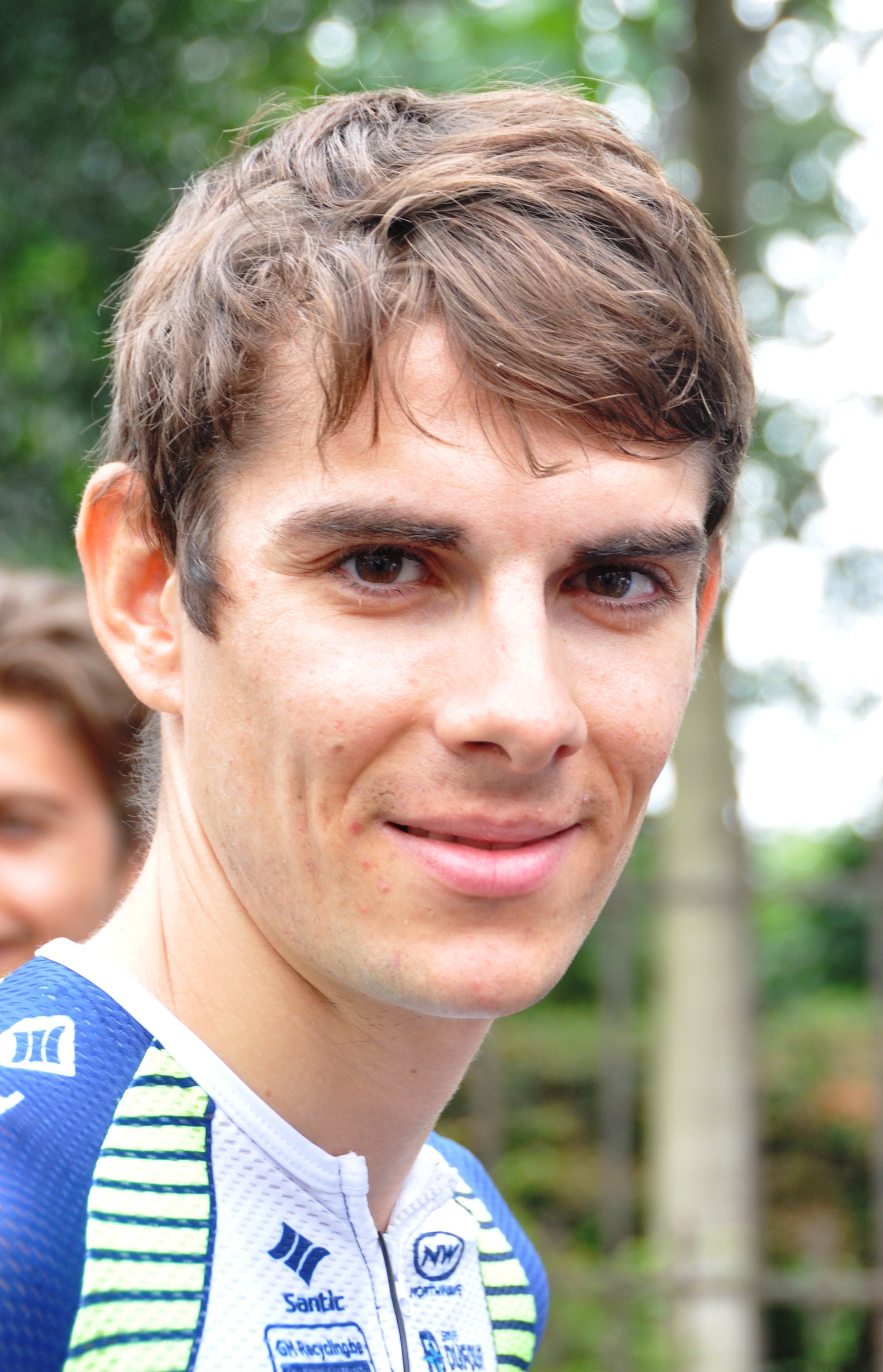
Guillaume Martin (* 1993)

- Martin, Gunther Ulf (* 1976), deutscher Altphilologe und Hochschullehrer
- Martin, Gustav (1862–1947), deutscher Chemiker und Industrieller
- Martin, Guy (* 1957), französischer Koch
- Martin, Guy (* 1981), britischer Motorradrennfahrer